# Doryodes bistrialis
Doryodes bistrialis (лат.) — вид бабочек-совок рода Doryodes из подсемейства ленточниц (Catocalinae). Эндемики Северной Америки.

## Распространение
Северная Америка (атлантическое побережье): США, луга и саванны (на злаковых Aristida).

## Описание
Бабочки мелких размеров с заострёнными к вершине передними крыльями. Размах передних крыльев самцов от 13 до 15 мм, самок — от 14,5 до 16 мм. Передние крылья желтовато-коричневые; имеют продольные полосы. Усики самок нитевидные, у самцов — гребенчатые. Брюшко вытянутое, глаза округлые, оцеллии отсутствуют. Вид был впервые описан в 1832 году немецким энтомологом Carl Geyer (1796—1841). Валидный статус таксона был подтверждён в ходе ревизии рода, проведённой в 2015 году американскими энтомологами Дональдом Лафонтенем (J. Donald Lafontaine, Agriculture and Agri-Food Canada, Оттава, Канада) и Боллингом Салливаном (J. Bolling Sullivan; Beaufort, США).